# Santa Cristina Gela
Santa Cristina Gela är en arberesjiskbefolkad stad och kommun i storstadsregionen Palermo, innan 2015 i provinsen Palermo, på Sicilien i Italien. Kommunen hade 1 008 invånare (2017). Santa Cristina Gela gränsar till kommunerna Altofonte, Belmonte Mezzagno, Marineo, Monreale och Piana degli Albanesi.[källa behövs]